# ジェローム・ウィリアムズ
ジェローム・リー・ウィリアムズ（Jerome Lee Williams, 1981年12月4日 - ）は、アメリカ合衆国ハワイ州オアフ島ホノルル出身の元プロ野球選手（投手）。右投右打。
台湾球界での登録名は、威廉。

## 経歴

### プロ入りとジャイアンツ時代

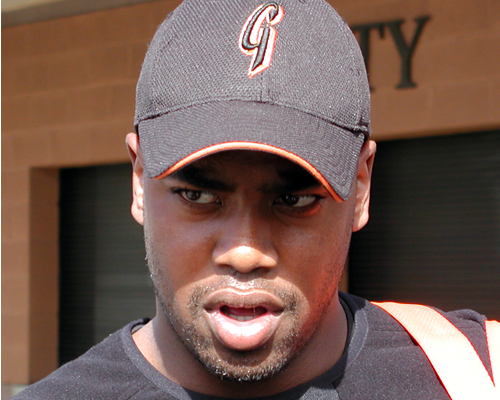
サンフランシスコ・ジャイアンツでの現役時代
(2005年)

1999年のMLBドラフト1巡目（全体39位）でサンフランシスコ・ジャイアンツに指名され、7月10日に契約。A-級セーラムカイザー・ボルケイノーズで7試合に登板し、1勝1敗・防御率2.19だった。
2000年はA+級サンノゼ・ジャイアンツで23試合に登板し、7勝6敗・防御率2.94だった。
2001年はAA級シュリーブポート・スワンプドラゴンズで23試合に登板し、9勝7敗・防御率3.95だった。
2002年はAAA級フレズノ・グリズリーズで28試合に登板し、6勝11敗・防御率3.59だった。オフの11月20日にジャイアンツとメジャー契約を結び、40人枠入りした。
2003年3月12日にAAA級フレズノへ異動し、そのまま開幕を迎えた。4月25日にメジャーへ昇格し、4月26日のフィラデルフィア・フィリーズ戦で先発起用されメジャーデビュー。ハワイ出身では史上27人目だった。4回5安打5失点5四球の乱調でメジャー初黒星を喫した。試合後にAAA級フレズノへ降格。6月3日に再昇格した。6月21日のオークランド・アスレチックス戦では、6.1回を4安打3失点に抑え、メジャー初勝利を挙げた。6月27日のアスレチックス戦では7安打無失点の初完封を記録した。その後は先発ローテーションに定着。この年は21試合に登板し、7勝5敗・防御率3.30だった。
2004年3月5日にジャイアンツと1年契約に合意し、開幕ロースター入りした。開幕後は21試合に登板したが、7月31日に上腕三頭筋の故障で15日間の故障者リスト入りした。9月16日に復帰し、復帰後は1試合に登板した。この年は22試合に登板し、10勝7敗・防御率4.24だった。
2005年3月1日にジャイアンツと1年契約に合意し、開幕ロースター入りした。開幕後は4試合に登板したが、0勝2敗・防御率6.48と結果を残せず、4月25日にAAA級フレズノへ降格した。降格後はAAA級フレズノで6試合に登板し、1勝4敗・防御率9.39だった。

### カブス時代
2005年5月28日にラトロイ・ホーキンスとのトレードで、デビッド・アーズマと共にシカゴ・カブスへ移籍した。移籍後はAAA級アイオワ・カブスで4試合に登板し、6月21日にメジャーへ昇格。カブスでは18試合に登板し、6勝8敗・防御率3.91だった。
2006年3月3日にカブスと1年契約に合意し、開幕ロースター入りした。開幕後は5試合に登板したが、0勝2敗・防御率7.30と活躍できず、4月21日にAAA級アイオワへ降格した。降格後はAAA級アイオワで29試合に登板したが、メジャーへ昇格することはなかった。9月5日にウェーバーでアスレチックスへ移籍したが、オフの12月12日にノンテンダーFAとなった。

### ナショナルズ時代
2007年1月12日にワシントン・ナショナルズと50万ドルの1年契約を結んだ。開幕後の4月28日のニューヨーク・メッツ戦で左足首を捻挫したため、4月29日に15日間の故障者リスト入りし、5月15日に復帰。同日のアトランタ・ブレーブス戦に登板したが、16日に右肩の故障で再び15日間の故障者リスト入りした。6月20日に故障者リストから外れたが、翌21日に40人枠を外れ、AA級ハリスバーグ・セネターズへ降格した。この年は6試合に登板し、0勝5敗・防御率7.20だった。8月5日に放出された。

### ツインズ傘下時代
2007年8月9日にミネソタ・ツインズとマイナー契約を結んだ。契約後はAAA級ロチェスター・レッドウイングスで8試合に登板し、0勝1敗1セーブ・防御率9.00だった。オフの10月29日にFAとなった。

### ドジャース傘下時代
2008年はゴールデンベースボールリーグのロングビーチ・アーマダに加入し、6試合に登板。3勝2敗・防御率4.95だった。6月24日にロサンゼルス・ドジャースとマイナー契約を結んだ。A+級インランド・エンパイア・シックスティシクサーズとAAA級ラスベガス・フィフティワンズでプレー。AAA級ラスベガスでは10試合に登板し、2勝2敗・防御率2.08だった。オフの11月3日にFAとなった。

### アスレチックス傘下時代
2008年12月8日にアスレチックスとマイナー契約を結んだ。
2009年はAAA級サクラメント・リバーキャッツで27試合に登板し、5勝6敗・防御率5.58だった。オフの11月9日にFAとなった。

### 台湾球界時代
2010年は中華職業棒球大聯盟(CPBL)の統一セブンイレブン・ライオンズでプレー。先発・中継ぎ・抑えと、様々な場面で起用された。

### 独立リーグ時代
2011年はアトランティックリーグのランカスター・バーンストーマーズでプレー。8試合に登板し、6勝0敗・防御率2.91だった。

### エンゼルス時代

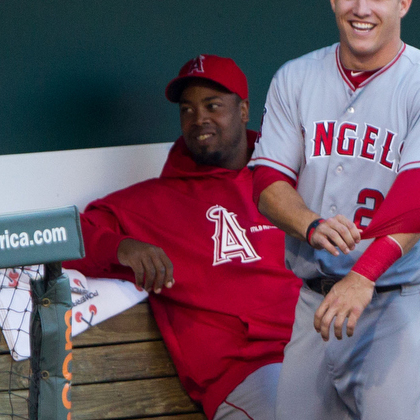
ロサンゼルス・エンゼルス・オブ・アナハイムでの現役時代
(2012年6月27日)

2011年6月15日にロサンゼルス・エンゼルス・オブ・アナハイムとマイナー契約を結んだ。AAA級ソルトレイク・ビーズで11試合に登板。7勝2敗・防御率3.91の成績で、8月17日にエンゼルスとメジャー契約を結んだ。同日のテキサス・レンジャーズ戦で4年ぶりのメジャー登板を果たした。この年は10試合に登板し、4勝0敗・防御率3.68だった。オフの12月12日にエンゼルスと82万ドルの1年契約に合意した。
2012年4月4日に左ハムストリングの故障で、15日間の故障者リスト入りした。4月14日に復帰し、13試合に登板したが、6月18日のジャイアンツ戦に登板後、呼吸困難となり病院へ運ばれ、20日に15日間の故障者リスト入りした。7月13日に復帰。この年は32試合に登板し、6勝8敗1セーブ・防御率4.58だった。
2013年1月15日にエンゼルスと200万ドルの1年契約に合意し、開幕ロースター入りした。この年は自己最多の37試合に登板し、9勝10敗・防御率4.57だった。オフの12月2日にノンテンダーFAとなった。

### アストロズ時代

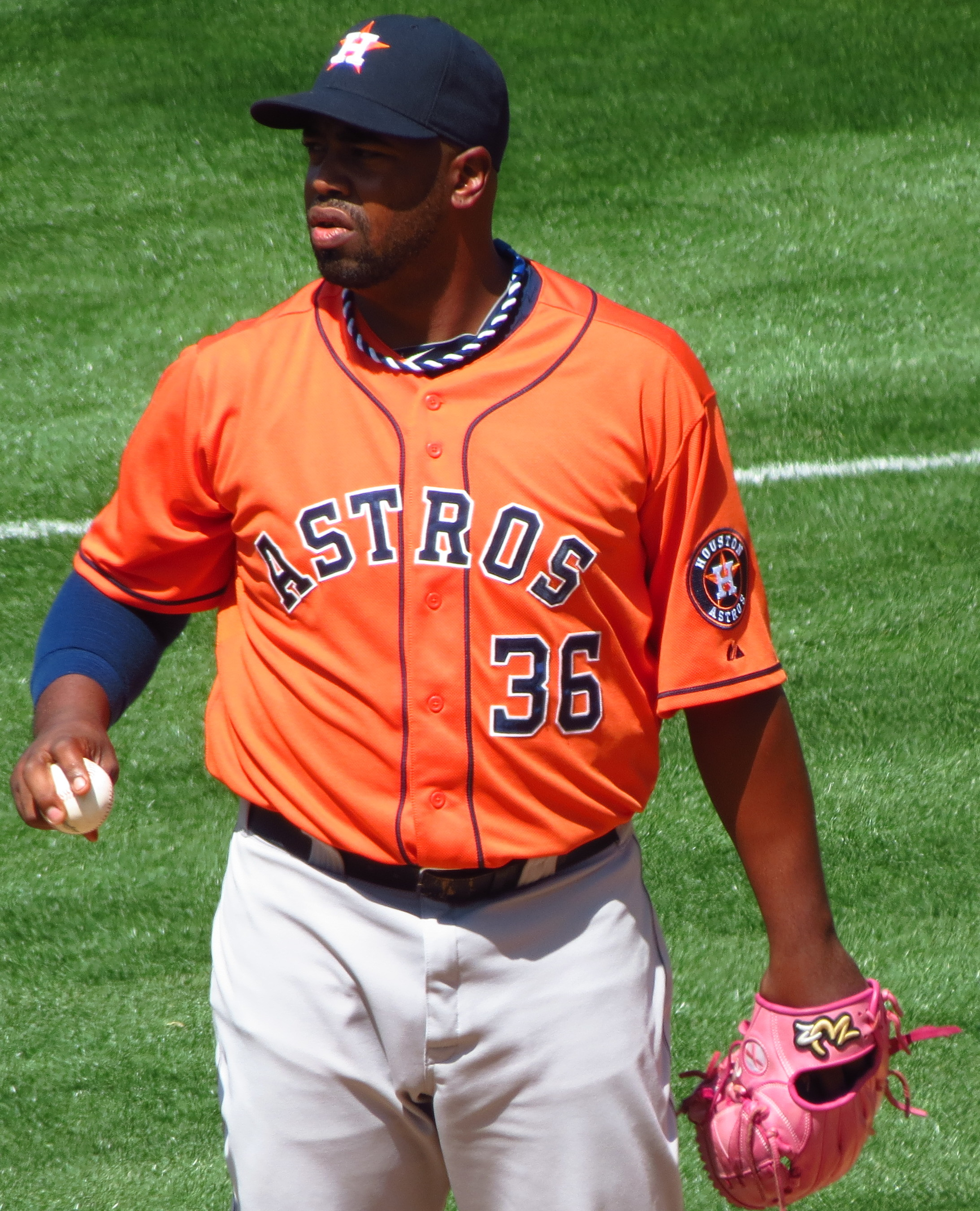
ヒューストン・アストロズでの現役時代
(2014年4月20日)

2014年2月6日にヒューストン・アストロズと210万ドル+出来高100万ドルの1年契約を結んだ。開幕後はリリーフとして26試合に登板したが、1勝4敗・防御率6.04と結果を残せず、7月1日にDFAとなった。7月8日に放出された。

### レンジャーズ時代
2014年7月11日にテキサス・レンジャーズとマイナー契約を結んだ。AAA級ラウンドロック・エクスプレスで2試合に登板し、7月25日にレンジャーズとメジャー契約を結んだ。昇格後は2試合に登板し、1勝1敗・防御率9.90の成績で、8月8日にDFAとなった。

### フィリーズ時代
2014年8月10日にウェイバーを経てフィリーズとメジャー契約を結んだ。9月20日のアスレチックス戦で勝利投手となり、この年在籍したアストロズとレンジャースに続き、1900年以降では史上初の1シーズンで3球団で同じチームから勝利投手となっている。フィリーズでは9試合に先発登板し、4勝2敗・防御率2.83・WHIP1.13と好投した。通年の成績は、37試合中11試合に先発登板し、6勝7敗・防御率4.77・115.0イニングで36四球・82奪三振という内容だった。
2015年、主に先発で投げ、33試合中21試合に先発した。ピッチングは芳しくなく、防御率5.80・WHIP1.61と打ち込まれて4勝12敗と、大きく負け越した。なお、同年は通算50勝と3シーズンぶりのセーブも記録した。オフの11月2日にFAとなった。

### カージナルス時代
2016年6月2日にセントルイス・カージナルスとマイナー契約を結び、翌3日にAAA級メンフィス・レッドバーズへ配属された。7月25日にメジャー契約を結んで25人枠入りした。カージナルスでは11試合に登板して0勝0敗・防御率5.71・8奪三振の成績を残した。オフの11月3日にFAとなった。

### 独立リーグ復帰
2017年5月12日に独立リーグ・アトランティックリーグのサマセット・ペイトリオッツと契約。

### メキシカンリーグ時代
2018年5月9日にメキシカンリーグのモンクローバ・スティーラーズと契約。同年の12月10日に引退を表明した。

### 引退後
2021年2月8日にニューヨーク・メッツの傘下A-級セントルーシー・メッツの投手コーチに就任したことが発表された
。

## 詳細情報

### 年度別投手成績
| 年 度     | 球 団     | 登 板 | 先 発 | 完 投 | 完 封 | 無 四 球 | 勝 利 | 敗 戦 | セ 丨 ブ | ホ 丨 ル ド | 勝 率 | 打 者 | 投 球 回 | 被 安 打 | 被 本 塁 打 | 与 四 球 | 敬 遠 | 与 死 球 | 奪 三 振 | 暴 投 | ボ 丨 ク | 失 点 | 自 責 点 | 防 御 率 | W H I P |
| --------- | --------- | ----- | ----- | ----- | ----- | -------- | ----- | ----- | -------- | ----------- | ----- | ----- | -------- | -------- | ----------- | -------- | ----- | -------- | -------- | ----- | -------- | ----- | -------- | -------- | ------- |
| 2003      | SF        | 21    | 21    | 2     | 1     | 0        | 7     | 5     | 0        | 0           | .583  | 545   | 131.0    | 116      | 10          | 49       | 3     | 7        | 88       | 2     | 1        | 54    | 48       | 3.30     | 1.26    |
| 2004      | SF        | 22    | 22    | 0     | 0     | 0        | 10    | 7     | 0        | 0           | .588  | 559   | 129.1    | 123      | 14          | 44       | 1     | 17       | 80       | 2     | 1        | 69    | 61       | 4.24     | 1.29    |
| 2005      | SF        | 4     | 3     | 0     | 0     | 0        | 0     | 2     | 0        | 0           | .000  | 73    | 16.2     | 21       | 2           | 4        | 1     | 1        | 11       | 0     | 0        | 12    | 12       | 6.48     | 1.50    |
| 2005      | CHC       | 18    | 17    | 0     | 0     | 0        | 6     | 8     | 0        | 1           | .429  | 459   | 106.0    | 98       | 12          | 45       | 0     | 9        | 59       | 2     | 0        | 50    | 46       | 3.91     | 1.35    |
| '05計     | CHC       | 22    | 20    | 0     | 0     | 0        | 6     | 10    | 0        | 1           | .375  | 532   | 122.2    | 119      | 14          | 49       | 1     | 10       | 70       | 2     | 0        | 62    | 58       | 4.26     | 1.37    |
| 2006      | CHC       | 5     | 2     | 0     | 0     | 0        | 0     | 2     | 0        | 0           | .000  | 61    | 12.1     | 15       | 2           | 11       | 1     | 1        | 5        | 0     | 0        | 12    | 10       | 7.30     | 2.11    |
| 2007      | WSH       | 6     | 6     | 0     | 0     | 0        | 0     | 5     | 0        | 0           | .000  | 140   | 30.0     | 34       | 6           | 18       | 0     | 0        | 15       | 2     | 1        | 26    | 24       | 7.20     | 1.73    |
| 2010      | 統一      | 48    | 16    | 1     | 0     | 0        | 7     | 9     | 13       | 1           | .438  | 591   | 139      | 142      | 4           | 26       | 2     | 11       | 76       | 4     | 0        | 69    | 48       | 3.11     | 1.21    |
| 2011      | LAA       | 10    | 6     | 0     | 0     | 0        | 4     | 0     | 0        | 0           | 1.000 | 184   | 44.0     | 45       | 6           | 15       | 0     | 1        | 28       | 0     | 0        | 20    | 18       | 3.68     | 1.36    |
| 2012      | LAA       | 32    | 15    | 1     | 1     | 0        | 6     | 8     | 1        | 0           | .429  | 572   | 137.2    | 139      | 17          | 35       | 1     | 5        | 98       | 1     | 0        | 73    | 70       | 4.58     | 1.26    |
| 2013      | LAA       | 37    | 25    | 0     | 0     | 0        | 9     | 10    | 0        | 0           | .474  | 728   | 169.1    | 181      | 23          | 55       | 2     | 4        | 107      | 5     | 0        | 93    | 86       | 4.57     | 1.39    |
| 2014      | HOU       | 26    | 0     | 0     | 0     | 0        | 1     | 4     | 0        | 2           | .200  | 219   | 47.2     | 59       | 7           | 16       | 1     | 3        | 38       | 2     | 0        | 33    | 32       | 6.04     | 1.57    |
| 2014      | TEX       | 2     | 2     | 0     | 0     | 0        | 1     | 1     | 0        | 0           | .500  | 48    | 10.0     | 18       | 0           | 3        | 0     | 0        | 6        | 0     | 0        | 11    | 11       | 9.90     | 2.10    |
| 2014      | PHI       | 9     | 9     | 0     | 0     | 0        | 4     | 2     | 0        | 0           | .667  | 230   | 57.1     | 48       | 5           | 17       | 1     | 3        | 38       | 0     | 0        | 20    | 18       | 2.83     | 1.13    |
| '14計     | PHI       | 37    | 11    | 0     | 0     | 0        | 6     | 7     | 0        | 2           | .462  | 497   | 115.0    | 125      | 12          | 36       | 2     | 6        | 82       | 2     | 0        | 64    | 61       | 4.77     | 1.40    |
| 2015      | PHI       | 33    | 21    | 0     | 0     | 0        | 4     | 12    | 1        | 4           | .250  | 553   | 121.0    | 161      | 22          | 34       | 3     | 5        | 74       | 4     | 0        | 83    | 78       | 5.80     | 1.61    |
| 2016      | STL       | 11    | 0     | 0     | 0     | 0        | 0     | 0     | 0        | 0           | ----  | 81    | 17.1     | 22       | 4           | 6        | 1     | 2        | 8        | 0     | 0        | 15    | 11       | 5.71     | 1.62    |
| MLB：11年 | MLB：11年 | 236   | 149   | 3     | 2     | 0        | 52    | 66    | 2        | 7           | .441  | 4452  | 1029.2   | 1080     | 130         | 352      | 15    | 58       | 655      | 20    | 3        | 571   | 525      | 4.59     | 1.39    |
| CPBL：1年 | CPBL：1年 | 48    | 16    | 1     | 0     | 0        | 7     | 9     | 13       | 1           | .438  | 591   | 139      | 142      | 4           | 26       | 2     | 11       | 76       | 4     | 0        | 69    | 48       | 3.11     | 1.21    |

### 年度別守備成績
| 年 度 | 球 団 | 投手（P） | 投手（P） | 投手（P） | 投手（P） | 投手（P） | 投手（P） |
| 年 度 | 球 団 | 試 合     | 刺 殺     | 補 殺     | 失 策     | 併 殺     | 守 備 率  |
| ----- | ----- | --------- | --------- | --------- | --------- | --------- | --------- |
| 2003  | SF    | 21        | 11        | 14        | 3         | 3         | .893      |
| 2004  | SF    | 22        | 10        | 20        | 2         | 1         | .938      |
| 2005  | SF    | 4         | 2         | 2         | 0         | 0         | 1.000     |
| 2005  | CHC   | 18        | 6         | 23        | 1         | 3         | .967      |
| '05計 | CHC   | 22        | 8         | 25        | 1         | 3         | .971      |
| 2006  | CHC   | 5         | 0         | 1         | 1         | 0         | .500      |
| 2007  | WSH   | 6         | 2         | 2         | 1         | 0         | .800      |
| 2010  | 統一  | 48        | 17        | 24        | 1         | 1         | .976      |
| 2011  | LAA   | 10        | 3         | 3         | 2         | 1         | .750      |
| 2012  | LAA   | 32        | 12        | 17        | 0         | 2         | 1.000     |
| 2013  | LAA   | 37        | 15        | 16        | 1         | 0         | .969      |
| 2014  | HOU   | 26        | 3         | 8         | 0         | 1         | 1.000     |
| 2014  | TEX   | 2         | 0         | 1         | 0         | 0         | 1.000     |
| 2014  | PHI   | 9         | 4         | 3         | 0         | 1         | 1.000     |
| '14計 | PHI   | 37        | 7         | 12        | 0         | 2         | 1.000     |
| 2015  | PHI   | 33        | 5         | 9         | 0         | 0         | 1.000     |
| 2016  | STL   | 11        | 4         | 1         | 0         | 1         | 1.000     |
| MLB   | MLB   | 236       | 77        | 120       | 11        | 13        | .947      |
| CPBL  | CPBL  | 48        | 17        | 24        | 1         | 1         | .976      |

- 各年度の太字はリーグ最高

### 背番号
- 59（2003年）
- 57（2004年 - 2005年、2011年 - 2013年）
- 32（2005年 - 2006年）
- 26（2007年）
- 30（2010年）
- 36（2014年 - 同年途中）
- 44（2014年途中 - 同年途中）
- 31（2014年途中 - 2015年）
- 38（2016年）